# Заліян (дегестан)
Заліян (перс. زالیان) — дегестан в Ірані, у бахші Заліян, в шагрестані Шазанд остану Марказі. За даними перепису 2006 року, його населення становило 2911 осіб, які проживали у складі 771 сімей.

## Населені пункти
До складу дегестану входять такі населені пункти:
- Адіне-Масджед-е Бала
- Адіне-Масджед-е Паїн
- Аліабад
- Бакерабад
- Баятан-е Сухте
- Бордж-е Балан
- Бордж-е Ейваз
- Гесар-Дарре
- Ґунестан
- Дарре-Пірі
- Дег-е Зу-оль-Факар
- Дег-е Каїд
- До-Джофт
- Заліян
- Камар-Хун
- Колаг-Чуб
- Наджафабад
- Резаабад
- Ростам-Раг
- Садекабад
- Сар-Камарі
- Чагар-Черік